# حكومة عادل سفر
تشكلت حكومة عادل سفر في 14 نيسان/أبريل 2011 بموجب المرسوم رقم 146 لعام 2011 بعد صدور المرسوم رقم 134 بتاريخ 3 نيسان القاضي بتكليف الدكتور عادل سفر بتشكيل الحكومة القاضي بتشكيل حكومة الجمهورية العربية السورية. هذه الحكومة هي الوزارة رقم 89 منذ استقلال سورية عن الدولة العثمانية عام 1918، وهي ثالث وزارة في عهد الرئيس بشار الأسد.
تكونت الحكومة من ثلاثين وزيرًا، خمسة عشر منهم كانوا في الحكومة السابقة، في حين شملت التعديلات الأساسية الوزارات الاقتصادية والوزارات الخدمية فضلاً عن وزارة الداخلية. قبل الإعلان عن تشكيل الحكومة، أصدر بشار الأسد مرسومًا يقضي بدمج وزارة المغتربين ووزارة الخارجية في كيان واحد هو وزارة الخارجية والمغتربين،
هذه الحكومة جائت عقب استقالة حكومة محمد ناجي عطري في 29 آذار/مارس بسبب حركة الاحتجاجات التي شهدتها البلاد منذ 15 آذار/مارس2011.

## أبرز أعمالها
- رفع حالة الطوارئ المعمول بها في سوريا منذ 48 عامًا تحديدًا من 8 مارس 1963، وإلغاء محكمة أمن الدولة العليا المستحدثة عام 1968.[6]
- زيادة الدعم الحكومي على مادة المازوت بنسبة 25% ليصبح سعر اللتر خمسة عشر ليرة سورية، في المقابل قامت الحكومة في يناير 2012 برفع قيمة أسطوانة الغاز المنزلي بنسبة 60% أي من 250 ليرة إلى 400 ليرة، وقالت الحكومة أنّ الزيادة «لن تؤثر على المواطن السوري» وبررت ذلك بالتكلفة المرتفعة للتصنيع المحلي والاستيراد.[7] قامت الحكومة أيضًا برفع سعر البنزين من 44 إلى 50 ليرة أي بزيادة قدرها 13%، علمًا أن البلاد كانت قد شهدت موجة حادة من انقطاع الغاز والبنزين والمازت.[8]
- إقرار مشروع قانون التظاهر، تنفيذًا لأحكام الدستور السوري، وإقرار مشروع قانون الانتخابات العامة الجديد بدلاً من القانون القديم المعمول به منذ 1971، رغم أن القانون الجديد حافظ على الأغلبية البسيطة أساسًا للانتخاب كما حافظ على مبدأ كون المحافظة دائرة انتخابية. وإقراءر مشروع قانون جديد للإدارة المحلية، بحيث تعزز به صلاحيات اللامركزية الإدارية، وتحوّلت به المجالس البلدية إلى هيئات منتخبة بالكامل، وتتمتع بحقوق أوسع مما كانت عليه سابقًا، وكذلك قانون جديد للإعلام.
- تطبيق إجراءات العفو الذي أصدره الرئيس بشار الأسد في 1 يونيو 2011، على جميع المعتقلين السياسيين بما فيهم المنتسبين لجمعيات محظورة.
- تثبيت العاملين المؤقتين في الدولة.[9]
- إقرار استحداث صندوق تخفيف آثار الجفاف على الإنتاج الزراعي، واعتماد نظام صناديق الاستثمار.[10]
- إيقاف العمل باتفاقية التجارة الحرة مع تركيا، وفرض رسوم على الصادرات والواردات التركية بقيمة 30%.[11]
- تنظيم انتخابات الإدارة المحلية في المحافظات السورية يوم 12 ديسمبر 2011.[12]
- التوقيع على برتكول التفاهم مع جامعة الدول العربية والخاص بإرسال مراقبين عرب للبلاد.

## العقوبات الدولية
فرضت الولايات المتحدة الإمريكية وكذلك الاتحاد الأوروبي وكندا عقوبات على رئيس الحكومة عادل سفر وكذلك وزير الداخلية ووزير الدفاع شملت منع الدخول إلى أراضيها وتجميد أرصدته، العقوبات جاءت ضمن قائمة أوسع شملت عددًا من المسؤوليين الأمنيين في البلاد فضلاً عن الرئيس بشار الأسد. وقالت الجهات التي فرضت العقوبات أنها رد على ما اعتبرته «قمع وحشي» للمتظاهرين خلال الاحتجاجات التي شهدتها البلاد، وقد صرّح وزير الخارجية وليد المعلم، بأن الحكومة ستجمد مصالح هذه الدول في سوريا، ردًا على هذه العقوبات، وقال أيضًا أن المسؤولين السوريين لا يمتلكون أرصدة في الخارج بل إن الخطوة تندرج في إطار ما أسماه «المساس بكرامة الشعب السوري».
كذلك فإنه وخلال عهد هذه الحكومة فرضت عقوبات من قبل جامعة الدول العربية على الحكومة السورية، بهدف الضغط لقبول بالمبادرة العربية لحل الأزمة في البلاد.

## التعديلات الحكومية
- في تاريخ 14 نيسان 2011 صدر المرسوم رقم 155 القاضي بتعيين تيسير محمد الزعبي بوظيفة أمين عام رئاسة مجلس الوزراء.
- في تاريخ 14 نيسان 2011 صدر لمرسوم التشريعي رقم 50 القاضي بإحداث وزارة الخارجية والمغتربين.
- في تاريخ 8 آب 2011 صدر المرسوم المرسوم رقم 307 القاضي بتسمية العماد داود بن عبد الله راجحة وزيراً للدفاع.

بحسب الوكالة السورية الرسمية للأنباء «سانا»، فإن العماد علي حبيب يعاني من المرض منذ فترة وأن حالته الصحية قد تدهورت ما دفع إقالته، علمًا أن حبيب كان قد شغل منصب وزير الدفاع منذ 2009 في حكومة عطري الثانية.

## التشكيل الوزراي
تألفت حكومة عادل سفر من الوزراء:
| الترتيب | المنصب                   | الصورة | شاغل المنصب             | الحزب                         | الحزب | في المنصب من       | في المنصب حتى        |
| ------- | ------------------------ | ------ | ----------------------- | ----------------------------- | ----- | ------------------ | -------------------- |
| –       | رئيس مجلس الوزراء        |        | عادل سفر                | حزب البعث العربي الاشتراكي    |       | 14 نيسان 2011      | 23 حزيران 2012       |
| 1       | الدفاع                   |        | علي حبيب                | حزب البعث العربي الاشتراكي    |       | 3 حزيران 2009      | 8 آب 2011            |
| 1       | الدفاع                   |        | داوود راجحة             | حزب البعث العربي الاشتراكي    |       | 8 آب 2011          | 18 تموز 2012         |
|         | الخارجية والمغتربين      |        | وليد المعلم             | حزب البعث العربي الاشتراكي    |       | 11 شباط 2006       | 16 تشرين الثاني 2020 |
|         | الداخلية                 |        | محمد إبراهيم الشعار     | حزب البعث العربي الاشتراكي    |       | 14 نيسان 2011      | 26 تشرين الثاني 2018 |
|         | شؤون رئاسة الجمهورية     |        | منصور فضل الله عزام     |                               |       | 23 نيسان 2009      | 13 كانون الأول 2023  |
|         | العدل                    |        | تيسير قلا عواد          |                               |       | 14 نيسان 2011      | 23 حزيران 2012       |
|         | وزارة المالية            |        | محمد الجليلاتي          |                               |       | 14 نيسان 2011      | 27 آب 2014           |
|         | الإدارة المحلية          |        | عمر إبراهيم غلاونجي     |                               |       | 14 نيسان 2011      | 22 حزيران 2016       |
|         | وزارة الأوقاف            |        | محمد عبد الستار السيد   | حزب البعث العربي الاشتراكي    |       | 8 كانون الأول 2007 | 10 كانون الأول 2024  |
|         | وزارة التربية            |        | صالح الراشد             |                               |       | 14 نيسان 2011      | 23 حزيران 2012       |
|         | التعليم العالي           |        | عبد الرزاق الشيخ عيسى   |                               |       | 14 نيسان 2011      | 23 حزيران 2012       |
|         | الصحة                    |        | وائل نادر الحلقي        | حزب البعث العربي الاشتراكي    |       | 14 نيسان 2011      | 9 آب 2012            |
|         | الشؤون الاجتماعية والعمل |        | رضوان الحبيب            |                               |       | 14 نيسان 2011      | 23 حزيران 2012       |
|         | الري                     |        | جورج ملكي صومي          |                               |       | 3 تشرين الأول 2010 | 23 حزيران 2012       |
|         | الزراعة والإصلاح الزراعي |        | رياض فريد حجاب          | حزب البعث العربي الاشتراكي    |       | 14 نيسان 2011      | 23 حزيران 2012       |
|         | الصناعة                  |        | عدنان سلاخو             |                               |       | 14 نيسان 2011      | 23 حزيران 2012       |
|         | الاقتصاد والتجارة        |        | محمد نضال الشعار        |                               |       | 14 نيسان 2011      | 23 حزيران 2012       |
|         | الكهرباء                 |        | عماد محمد ديب خميس      | حزب البعث العربي الاشتراكي    |       | 14 نيسان 2011      | 3 تموز 2016          |
|         | النفط والثروة المعدنية   |        | سفيان العلاو            |                               |       | 21 شباط 2006       | 23 حزيران 2012       |
|         | النقل                    |        | فيصل عباس               |                               |       | 14 نيسان 2011      | 23 حزيران 2012       |
|         | الاتصالات والتقانة       |        | عماد عبد الغني الصابوني | حزب البعث العربي الاشتراكي    |       | 8 كانون الأول 2007 | 27 آب 2014           |
|         | الإسكان والتعمير         |        | هالة محمد الناصر        | حزب البعث العربي الاشتراكي    |       | 14 نيسان 2011      | 23 حزيران 2012       |
|         | الإعلام                  |        | عدنان حسن محمود         |                               |       | 14 نيسان 2011      | 23 حزيران 2012       |
|         | السياحة                  |        | لمياء مرعي عاصي         |                               |       | 14 نيسان 2011      | 23 حزيران 2012       |
|         | الثقافة                  |        | محمد رياض حسين عصمت     |                               |       | 3 تشرين الأول 2010 | 23 حزيران 2012       |
|         | وزيرة دولة لشؤون البيئة  |        | كوكب الصباح داية        | حزب البعث العربي الاشتراكي    |       | 14 نيسان 2011      | 23 حزيران 2012       |
|         | وزير للدولة              |        | غياث جرعتلي             |                               |       | 14 نيسان 2011      | 23 حزيران 2012       |
|         | وزير للدولة              |        | جوزيف جرجي سويد         | الحزب السوري القومي الاجتماعي |       | 14 نيسان 2011      | 23 حزيران 2012       |
|         | وزير للدولة              |        | حسين محمود فرزات        | حركة الاشتراكيين العرب        |       | 14 نيسان 2011      | 23 حزيران 2012       |
|         | وزير للدولة              |        | جوزيف جرجي سويد         | الحزب السوري القومي الاجتماعي |       | 14 نيسان 2011      | 23 حزيران 2012       |
|         | وزير للدولة              |        | حسان الصاري             | حزب الوحدويين الاشتراكيين     |       | 14 نيسان 2011      | 23 حزيران 2012       |

## روابط خارجية
- مجلس الوزراء السوري
- الحكومات السورية على موقع رئاسة مجلس الوزراء
- الحكومات السورية على موقع مجلس الشعب السوري
- وزارات الدولة على بوابة الحكومة الإلكترونية السورية
- الوزارات والهيئات الحكومية على موقع مجلس الشعب السوري